# Estación Carhué
Carhué es una estación ferroviaria ubicada en la ciudad de Carhué, partido de Adolfo Alsina, Provincia de Buenos Aires, Argentina.

## Servicios
Esta estación formaba parte del Ferrocarril Midland de Buenos Aires, que partía desde Puente Alsina hasta esta terminal. 
Durante la presidencia de Juan Domingo Perón las vías fueron nacionalizadas, pasando a formar parte del Ferrocarril General Belgrano.
Este servicio era prestado por Cochemotores Ganz y su clausura fue el 11 de septiembre de 1977. Sus vías fueron levantadas al año siguiente.
Así mismo es parte de la red del Ferrocarril Domingo Faustino Sarmiento que la unía con la Estación Once hasta el 10 de noviembre de 1985; año en el que sucede la inundación de Villa Epecuén, momento en el que la actividad ferroviaria de pasajeros quedó paralizada.
Este servicio, llamado coloquialmente como "El Colonizador" prestado por la empresa estatal Ferrocarriles Argentinos, corría desde la estación Plaza Miserere a Darregueira, dando la vuelta al Lago Epecuén.

Este ramal permaneció activo con operativos cerealeros provenientes del Oeste, comandados por la empresa concesionaria Ferroexpreso Pampeano, hasta su corte total en la laguna La Paraguaya a mediados de los 90.

También es parte del Ferrocarril General Roca, que lo une desde la estación Plaza Constitución. Esta línea, paradójicamente así como fue la primera en arribar e inaugurar el servicio de pasajeros, fue la última en retirarse; dejando Carhué a la deriva en el año 1986. Pertenecía al Ramal Empalme Lobos - Bolívar - Carhué, y siguió teniendo vida en calidad de operativos de carga, sin embargo su actividad quedó paralizada cuando cedió el terraplén férreo en la Laguna del Monte, a pasos de Guaminí. 
El único ramal sobreviviente y en funcionamiento a la fecha, utilizado por Ferroexpreso Pampeano para servir la demanda, es el que lo conecta desde el Sur con Bahía Blanca, también del Ferrocarril General Roca. Aunque su actividad es irregular y esporádica.
El otro ramal restante, Ramal ferroviario Carhué-Rivera-Doblas, permaneció inactivo desde la época de los 90. Hoy en día, desmantelado.
No presta servicios de pasajeros. Sus vías están concesionadas a la empresa de cargas Ferroexpreso Pampeano.

## Infraestructura
Cuenta con una playa de maniobras bastante grande, incluyendo una mesa giratoria bitrocha, muy utilizada en su época. A su vez, cuenta con un galpón de máquinas donde guardaban los Coches Motor Ganz. 
Cabe resaltar que las vías del Ferrocarril Midland están levantadas desde aquí hasta la Estación Plomer, quedando restos sobre la Laguna del Venado y algunos tramos de trocha mixta en plataforma. 
Esta estación, fue diseñada para albergar tres líneas férreas. Por este motivo, comparten un andén isla.

## Historia
El Ferrocarril del Sud arribó el 17 de abril de 1899, el Ferrocarril del Oeste el 18 de julio de 1903 y el 1 de julio de 1911 el Ferrocarril Midland de Buenos Aires. La estación es del típico estilo colonial inglés. Fue premiada desde 1982 a 1985 con dos primeros puestos y un segundo a la mejor estación, por su mantenimiento edilicio y el movimiento en general. 
Durante los años 1970 y 1990 se clausuraron los 3 servicios.
Actualmente no corren trenes de pasajeros, solo los de Ferroexpreso Pampeano (trenes de carga), y esta misma, fue convertida en una terminal de micros de larga distancia.